# EBOE T1–T3
Die zweiachsigen Dieseltriebwagen EBOE T1–T3 der Elmshorn-Barmstedt-Oldesloer Eisenbahn (EBOE) wurden 1933 von der Waggonfabrik Gotha gebaut. Sie waren die ersten Dieseltriebwagen der Gesellschaft. Ein Triebwagen war bis 1968 bei der EBOE und wurde an eine Museumsbahn in den Niederlanden abgegeben.

## Geschichte und Einsatz
Anfang der 1930er Jahre war bei der Elmshorn-Barmstedt-Oldesloer Eisenbahn das Verkehrsaufkommen so schwach geworden, dass Züge meist nur mit einem Pack- sowie einem Personenwagen verkehrten. Mit dem 1933 beschafften ersten Triebwagen konnte der Personenverkehr effektiver abgewickelt werden. Es folgten 1934 und 1936 vom gleichen Hersteller zwei weitere Triebwagen. Mit diesen drei Fahrzeugen konnte in der Zeit bis zum Ausbruch des Zweiten Weltkrieges der Dampfbetrieb fast vollständig ersetzt und die Betriebskosten auf ein Drittel gegenüber dem Dampfzugbetrieb reduziert werden. Dadurch war es möglich, die Fahrpreise zu senken und den Fahrplan zu verdichten.
Zur Dampflokzeit fuhren täglich sieben Zugpaare, durch den Triebwagenbetrieb steigerte sich das Fahrplanangebot auf bis zu 22 Zugpaare. Lediglich zu den Hauptverkehrszeiten verkehrten noch Dampfzüge, um das Fahrgastaufkommen zu bewältigen.
Während der Kriegszeit wurden die Triebwagen wieder durch Dampfzüge ersetzt. Da es keine Beschaffungsmöglichkeit für Ersatzteile gab, wurde der T1 als Ersatzteilspender verwendet. Einer der Triebwagen wurde auf Braunkohlenteer-Betrieb umgebaut. Nach dem Krieg zeigte sich schnell, dass die Triebwagenflotte den Ansprüchen des Nachkriegsverkehrs nicht mehr gerecht werden konnte. So beschaffte die Gesellschaft ab 1951 größere Triebwagen mit Zug- und Stoßeinrichtung, um Beiwagen mitzunehmen.

### VT 21–23
Die Triebwagen wurden nach 1945 als VT 21–23 bezeichnet. Beim T2 wurde 1952/1953 nach einem Unfall die Stirnfront geändert. Die seitlichen Führerstandsfenster erhielten eine Schräge. 1961 wurde T1 und 1966 T2 ausgemustert und verschrottet.

## VT 3.03
Der T3 verblieb als einziger und erhielt die AKN-Bezeichnung VT 3.03. 1968 wurde der Wagen ausgemustert. Er gelangte zur Museumsbahn Museum Buurtspoorweg in den Niederlanden. Dort wurde er 1973 an einen Schrotthändler abgegeben und als Gartenhäuschen verwendet und schließlich 1981 verschrottet.

## Technische Merkmale/Ausstattung
Die Triebwagen hatten unterschiedliche Maße und Gestaltung. Der 1934 angelieferte T2 wurde mit einer längeren Karosserie geliefert und erhielt ein seitliches Führerstandsfenster, das rechteckig war. Der 1936 gelieferte T3 besaß ebenso die längere Karosserie und hatte außerdem eine schräge Stirnfront im Bereich der Fenster. Alle Fahrzeuge hatten vier Seitenfenster. Sie besaßen nach außen aufschlagbare Türen. Der Achsstand betrug 5.500 mm.
Die Triebwagen wurden in Leichtbauweise hergestellt. Die Achsen waren als Lenkachsen ausgeführt, mit langen Blattfeder wurde der Wagenkasten darauf abgestützt. Der Führerraum war vom Fahrgastraum nicht abgetrennt, im hinteren Einstiegsraum konnte Gepäck mitgeführt werden.
Motor und Getriebe waren auf einem Tragrahmen gelagert und am Untergestell aufgehängt. Der Motor ragte in den Fahrgastraum hinein. Er wurde in mittiger Lage von einer Sitzbank abgedeckt. Als Motor wurde ursprünglich der Vierzylinder-Viertakt-Dieselmotor vom Typ Daimler-Benz OM 65 verwendet. Die Kraftübertragungsanlage war ursprünglich ein Mylius-Getriebe mit vier Gängen. Die Antriebsanlage erwies sich bei Versuchsfahrten als sehr sparsam, es wurden Geschwindigkeiten bis 70 km/h erreicht.
Alle Triebwagen hatten mit Indienststellung eine zweifarbigige Lackierung; im Fensterband cremefarbig, darunter blau mit weißem Zierstreifen. Lediglich der T3 wurde nach 1961 noch mit einer einfarbigen roten Lackierung ausgestattet.